# Endirey
Endirey (russe : Эндирей; OKATO: 82254815001) est un village (selo) dans le raïon de Khassaviourt de la République du Daghestan en Russie. Il est le centre de la colonie rurale Endireyskoe dans la plaine koumyke, sur la rive droite de la rivière Aktach, et compte une population de 7 863 habitants (2015).